# Champs-Romain
 Champs-Romain  (en occitano Los Champs e Romenh) es una población y comuna francesa, situada en la región de Aquitania, departamento de Dordoña, en el distrito de Nontron y cantón de Saint-Pardoux-la-Rivière.

## Demografía
| 433 | 410 | 373 | 332 | 331 | 328 |
| Para los censos de 1962 a 1999 la población legal corresponde a la población sin duplicidades (Fuente: INSEE [Consultar]) |     |     |     |     |     |